# En tiempos de redención
En tiempos de redención es el primer disco de Ian, banda del cantante argentino Mario Ian, el álbum fue lanzado en 2006 por el sello Blackstar.
Para esta producción Ian seleccionó un grupo de músicos de extensa trayectoria en el metal argentino, como Hernan Cotelo en bajo, y sus excompañeros de Rata Blanca, el baterista Gustavo Rowek y el guitarrista Sergio Berdichevsky. 
Más adelante se integraría José Velocet en segunda guitarra y Javier  Retamozo (también ex-Rata Blanca) en teclados. 
El disco fue grabado en 2006 y editado ese mismo año en Argentina por el sello Blackstar. En algunos lugares fuera del país se editó en 2007.

## Lista de canciones
Todas las canciones por Mario Ian
1. Latinoamérica
2. Héroes Sin Nombre
3. En Tiempos de Redención
4. En Mi Nombre
5. Más Allá del Bien y del Mal
6. En tu Sombra
7. Nación Anticristo
8. Eclipse Final
9. Naciste para Ganador
10. Pacto con tu Libertad
11. Fuera de Control

## Personal
- Mario Ian - voz / productor
- Sergio Berdichevsky - guitarra
- Hernán Cotelo - bajo
- Gustavo Rowek - batería
- Pablo Brugnone - teclados (invitado)